# Lubjanka (Moskvas tunnelbana)
Lubjanka (ryska: Лубя́нка) är en tunnelbanestation på Sokolnitjeskajalinjen i Moskvas tunnelbana under Lubjankatorget där FSB:s högkvarter Lubjanka ligger. 

## Historia
Stationen invigdes 1935 som en av stationerna på Moskvas första tunnelbanelinje. Från början hette stationen Dzerzjinskaja, efter Felix Dzerzjinskij. Byggandet av stationen innebar stora svårigheter, med lerjord och kvicksand, och man byggde därför ingen centralhall utan bara en passage av Londontyp vid slutet av plattformarna. 1965 skulle stationen byggas ut för att ge bytesmöjlighet till Tagansko-Krasnopresnenskajalinjen, och även om byggtekniken vid denna tid var bättre så blev byggandet ändå mycket problematiskt och den utbyggda stationen blev färdig först 1972. Den nya stationen var en ingenjörsmässig framgång, men estetiskt var stationen inte lika vacker som den ursprungliga. De vackert mönstrade mörka marmortunnlarna i den gamla stationen blev ersatta med stora kantiga vita marmorpyloner.

## Byten
På Lubjanka kan man byta till Kuznetskij Most på Tagansko-Krasnopresnenskajalinjen.

## Galleri

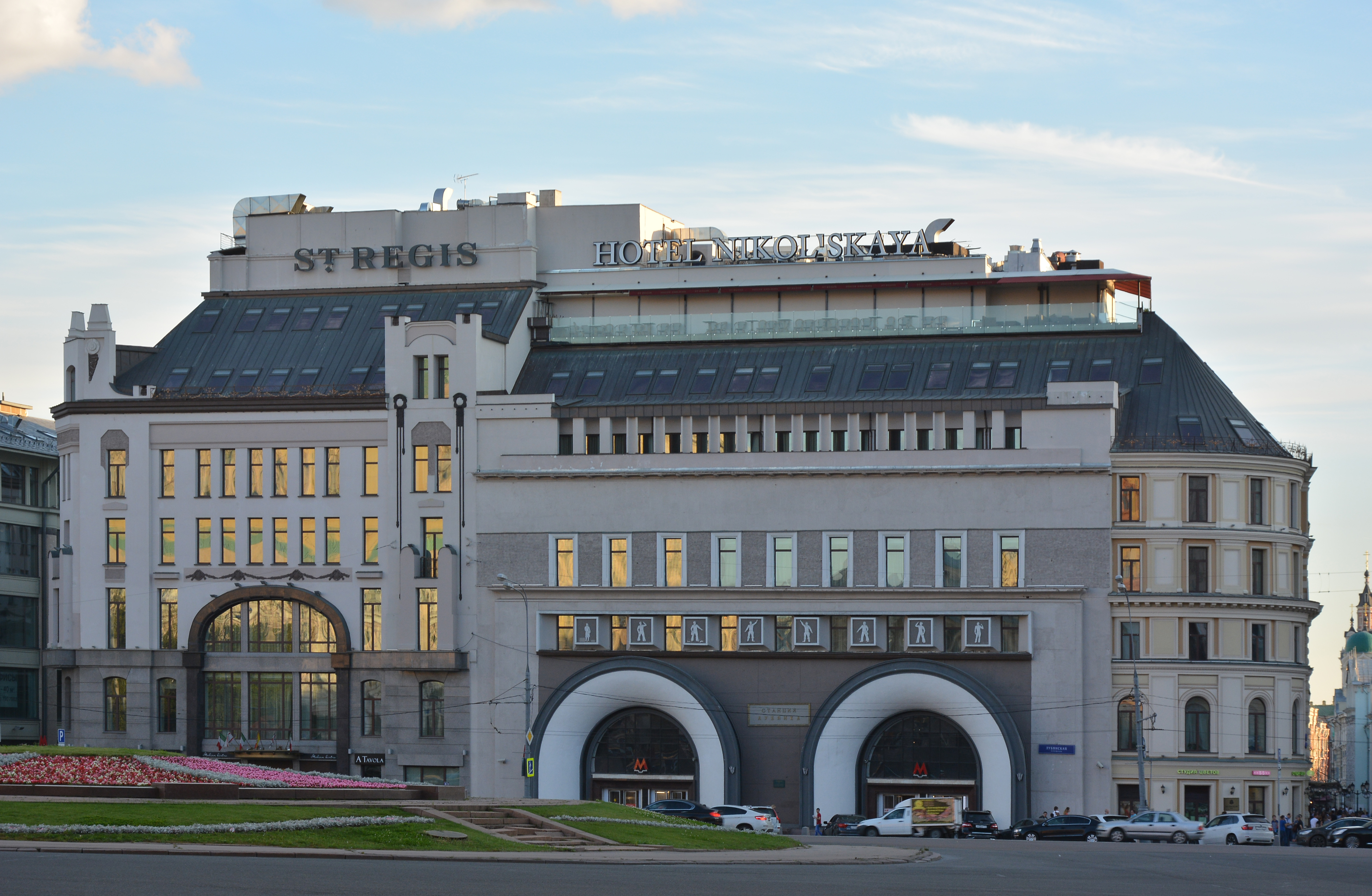
Hotell Nikolskaja med nedgången till Lubjanka.